# توماس غيرون
توماس غيرون (بالإسبانية: Tomás Girón)‏ هو لاعب كرة قدم إسباني، ولد في 5 مارس 1992 في إشبيلية في إسبانيا. شارك مع منتخب إسبانيا تحت 16 سنة لكرة القدم ومنتخب إسبانيا تحت 17 سنة لكرة القدم. أما مع النوادي، فقد لعب مع إشبيلية أتلتيكو وريكرياتيفو ونادي ديبورتيفو طليطلة.

## وصلات خارجية
- توماس غيرون على موقع قاعدة بيانات كرة القدم.إي يو (الإنجليزية)
- توماس غيرون على موقع Soccerway.com (الإنجليزية)